# Płoty
Płoty (niem. Plathe an der Rega) – miasto w północno-zachodniej Polsce, w woj. zachodniopomorskim, w powiecie gryfickim, położone nad Regą, na Równinie Gryfickiej. Siedziba gminy miejsko-wiejskiej Płoty.
31 grudnia 2012 roku miasto miało 4100 mieszkańców.

## Położenie
Płoty położone są w środkowo-północnej części woj. zachodniopomorskiego, w powiecie gryfickim, na Równinie Gryfickiej. Płoty leżą nad rzeką Regą
Większe miasta wokół Płotów:
- Gryfice – 12 km
- Szczecin – 80 km
- Koszalin – 80 km
- Świnoujście – 81 km
- Nowogard – 17 km

Według danych z 1 stycznia 2013 powierzchnia miasta wynosi 4,12 km². Miasto tworzy układ 63 ulic wraz z placem Konstytucji 3 Maja.

## Historia
W X wieku znajdowały się tu dwa grody i osada handlowa, było to centrum słowiańskiego opola. Obszar został włączony do państwa polskiego przez Mieszka I ok. 967 roku. W 1277 roku rycerz Dobiesław z Wódki nadał Płotom prawa miejskie na prawie lubeckim. W 1465 mieszkańcy Kołobrzegu zniszczyli tutejszy zamek. Miasto wielokrotnie nękały pożary: w 1561, 1612, 1630, 1641, 1660, 1673, 1723, 1860, często zmieniali się właściciele Płotów. Rok 1638 był tragicznym dla mieszkańców miasteczka. Zaraza zdziesiątkowała mieszczan – na 480 mieszkańców Płotów zmarło 200 osób.
Płoty położone są w północnej części Pomorza Zachodniego, od 1723 roku w powiecie Regenwalde. Od 1814 do 1945 roku w prowincji Pomorze, do 1938 w rejencji szczecińskiej, następnie przez 7 lat w rejencji koszalińskiej.
W roku 1892 w mieście powstała Spółdzielnia Mleczarska. Przyczyniła się ona do wzrostu i rozwoju gospodarczego miasta, przed I wojną światową wyroby z płotowskiej mleczarni wysyłane były do Berlina na dwór cesarski. Na przełomie wieków XIX i XX Płoty stały się miastem nowoczesnym z rozwiniętym przemysłem, administracją. Do Płotów oprowadzona została linia kolejowa. Rozwój gospodarczy i społeczny miasta trwał do II wojny światowej.
W czasie II wojny światowej Niemcy utworzyli w mieście podobóz pracy przymusowej obozu jenieckiego Stalag II D. 5 marca 1945 roku Niemcy zostali wyparci z miasta przez żołnierzy 1 armii pancernej gwardii I Frontu Białoruskiego (po wojnie dla upamiętnienia tego faktu przed dworcem kolejowym wzniesiono Pomnik Braterstwa Broni; 18 sierpnia 2025 r. pomnik, jako sowiecki obiekt propagandowy, został usunięty).
W 1945 r. miasto przejęła administracja polska, rozpoczął się napływ polskich osadników i wysiedlanie dotychczasowych mieszkańców do Niemiec. Zniszczenia Płotów w wyniku działań wojennych nie były duże (22%), natomiast kolejne miesiące po zakończeniu działań wojennych przyniosły ogromne straty. Zniszczenia, sięgające w 1946 roku 40%, były skutkiem rozkradania i niszczenia mienia przez szabrowników i przejeżdżające wojska. W następnych latach następuje równomierny rozwój miasta, powstają nowe budynki, osiedla, zakłady przemysłowe, wzrasta liczba mieszkańców. W 1977 roku miasto Płoty obchodziło 700-lecie nadania praw miejskich.
W latach 1954-1972 wieś była siedzibą gromady Płoty. W latach 1946–1998 znajdowało się w województwie szczecińskim.

## Zabytki

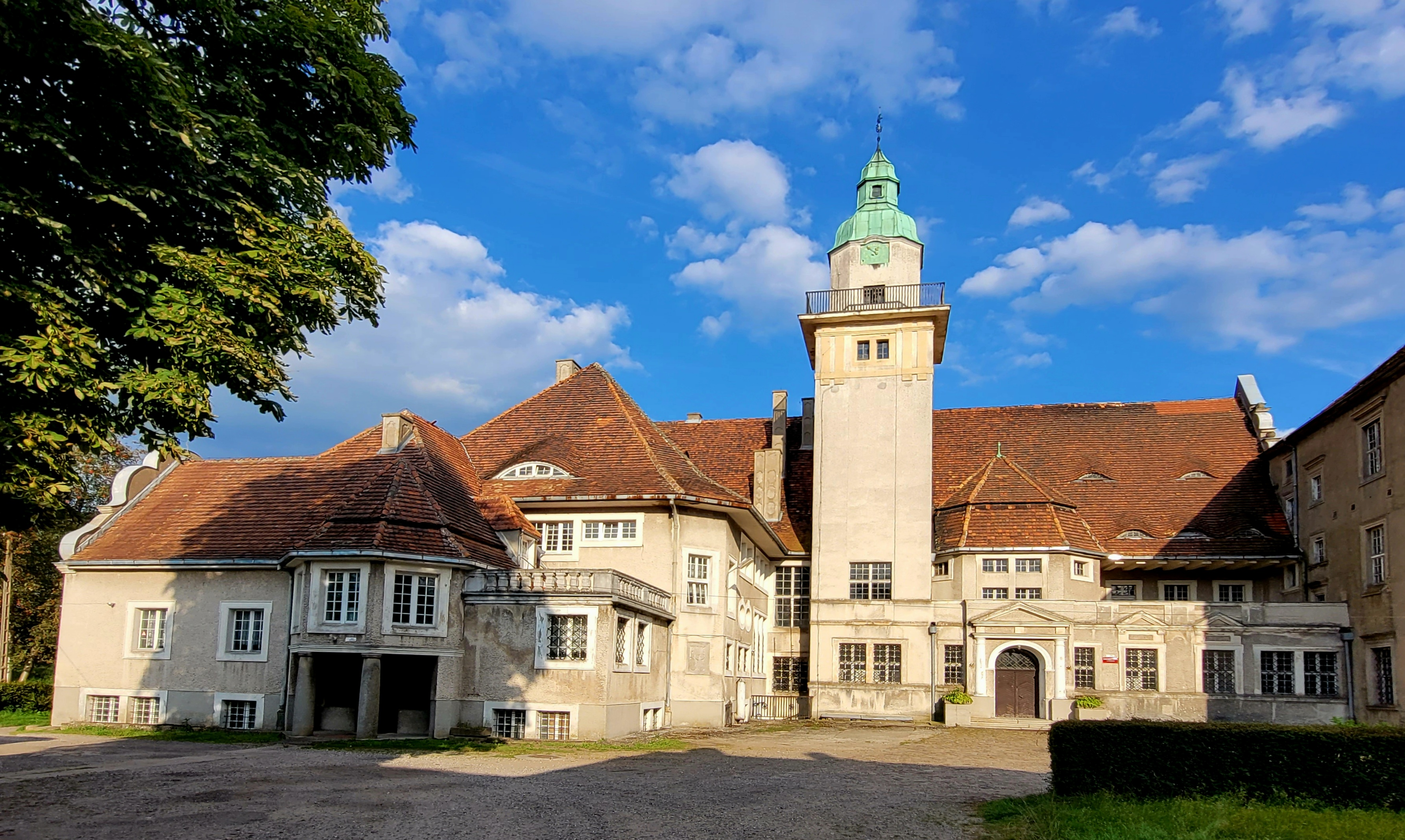
Nowy Zamek

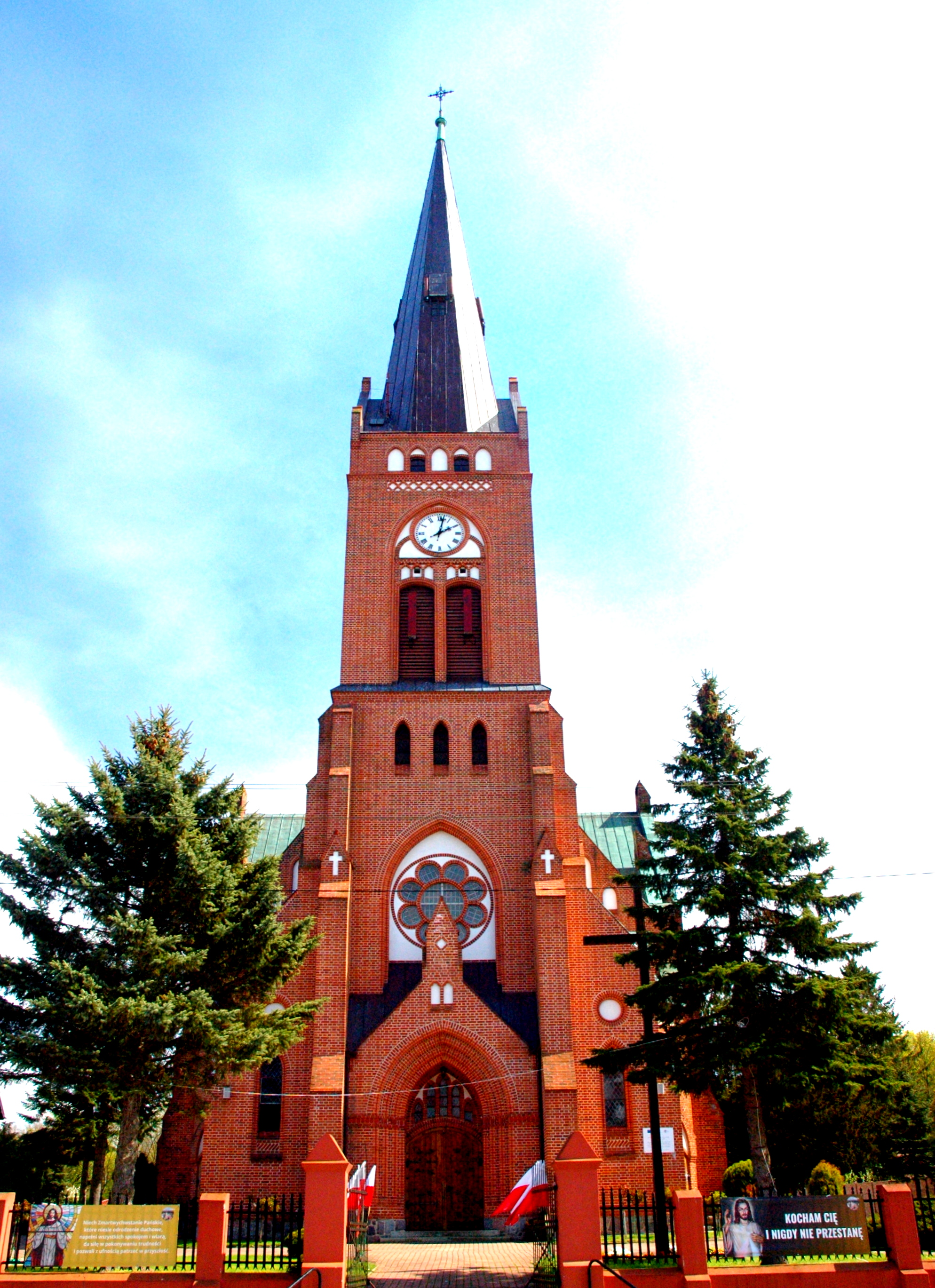
Kościół Przemienienia Pańskiego

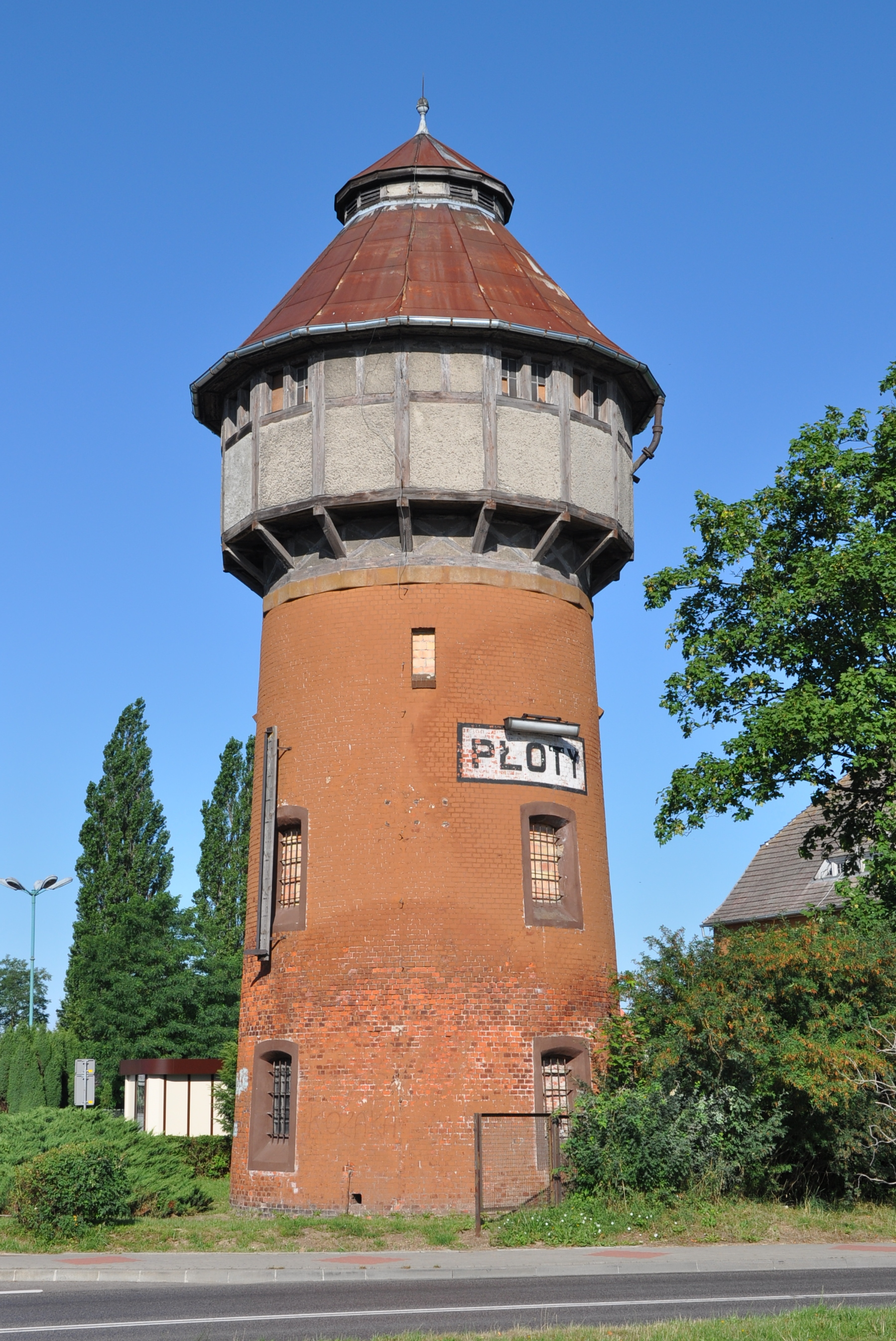
Kolejowa wieża ciśnień

W Płotach mimo powojennych zniszczeń zachowało się kilka obiektów zabytkowych. Cały obszar Starego Miasta Płotów wpisany jest do rejestru zabytków.
Wśród zabytków chronionych prawem znajdują się:
- Stary Zamek – Stary Zamek to obiekt zabytkowy położony w Płotach. Historia starego zamku sięga XIII wieku, kiedy to zostało zagospodarowane wzgórze zamkowe. Przeprowadzone badania archeologiczne w 1957 roku na wniosek ówczesnego Wojewódzkiego Konserwatora Zabytków pozwoliły ustalić początki budowli. Już pod koniec XIII wieku zamek znakomicie spełniał swą rolę. Miał on za zadanie kontrolę odległego o 100 m skrzyżowania traktów, a wybudowany został na planie prostokąta o 4 kondygnacjach. Zamek otoczony był murem obronnym. W wyniku burzliwych dziejów Pomorza Zachodniego jak i samych Płotów, zamek niejednokrotnie zmieniał wygląd i właścicieli. Znaczące modernizacje przypadają na okres wieków XIV i XV. Dało to efekt w postaci dobudówki do pierwotnego budynku o wysokości 3 kondygnacji. Dobudówka owa nosiła cechy późnego gotyku oraz renesansu. W 1577 roku Wedigo Osten odsprzedał swą część miasta wraz ze starym zamkiem rodzinie Blucherów. Wiek XVI przyniósł generalną przebudowę zamku, który odtąd stał się budowlą renesansową. Zamek w swej historii niejednokrotnie ulegał zniszczeniom. Największe zniszczenia przyniósł pożar w 1860 roku, który strawił dużą część zamku. Spalony przez Sowietów w 1945 został odbudowany dopiero w 1965 roku. Od XVI wieku aż do II wojny światowej zamek pełnił rolę rezydencji pałacowej. Po wojnie zamek przejęły władze Płotów. Obecnie w starym zamku mieści się Miejska Biblioteka Publiczna.
- Nowy Zamek – Historia nowego zamku w Płotach sięga XVI wieku, a dokładnie 1577 roku, kiedy to Ostenowie sprzedali stary zamek rodzinie Blucher, jednak postanowili pozostać w Płotach. Zakupili działkę niedaleko starego zamku i zdecydowali że wybudują drugi zamek, nowy, nieco mniejszy od starego. Budowa trwała w latach 1606–1618. Nowy zamek był architektonicznie podobny do starego. Była to budowla 2-kondygnacyjna o dwóch skrzydłach otoczona fosą i obwałowaniami. Zamek odnowiono na początku XVIII wieku. Przez lata zamek stawał się coraz bardziej reprezentacyjną budowlą, której zazdrościło niejedno miasto. Ostatnim potomkiem z rodu Ostenów był Karol. Po II wojnie światowej zamek stał się najpierw siedzibą Szkoły Rolniczej, później internatu dla dojeżdżających do Zespołu Szkół Rolniczych. W prawym skrzydle zamku mieszczą się Sala Posiedzeń Rady Miasta i Gminy Płoty oraz Sala Ślubów. Dodatkową atrakcją są gromadzone od stuleci bogate zbiory „Biblioteki Pomorskiej”, a także cenne okazy monet i kolekcje dzieł sztuki, również w zamku mieści się kolekcja XVII-wiecznych gobelinów[12].
- Kościół Przemienienia Pańskiego – Szybko rozrastające się Płoty, a co za tym idzie wrastająca liczba wiernych, zmusiła zarząd miasta do podjęcia decyzji o budowie nowego kościoła. W 1883 roku w mieście było 3 tysiące wiernych i stary kościółek nie miał ich gdzie pomieścić. Zapadła decyzja o zburzeniu starego kościoła i wybudowaniu nowego. Patron Płotów hrabia Karol von Osten zapisał na ten cel w testamencie 120 tysięcy marek. Niespełna 20 lat później 8 czerwca 1902 roku wmurowano kamień węgielny pod budowę nowego kościoła. Budowa szła nadzwyczaj szybko i już 16 czerwca 1903 inwestycja była zakończona. Kościół nosi cechy neogotyckie. Wewnątrz na uwagę zasługują witraże z początku XX wieku, organy ze srebrnymi piszczałkami zakończone złoceniami. Wzrok przykuwają także drzwi wejściowe do świątyni z pięknymi, mosiężnymi okuciami. Wieża o wysokości 50 m wyraźnie góruje nad miastem.
- Park miejski przy Nowym Zamku
- Poczta (ul. Jedności Narodowej 34)
- Dawna szkoła (ul. Armii WP 15)
- Zespół budynków bramy wjazdowej do Nowego Zamku wraz z oficynami mieszkalnymi przy ul. Sienkiewicza 3a-b, 3c-d

## Kultura i oświata

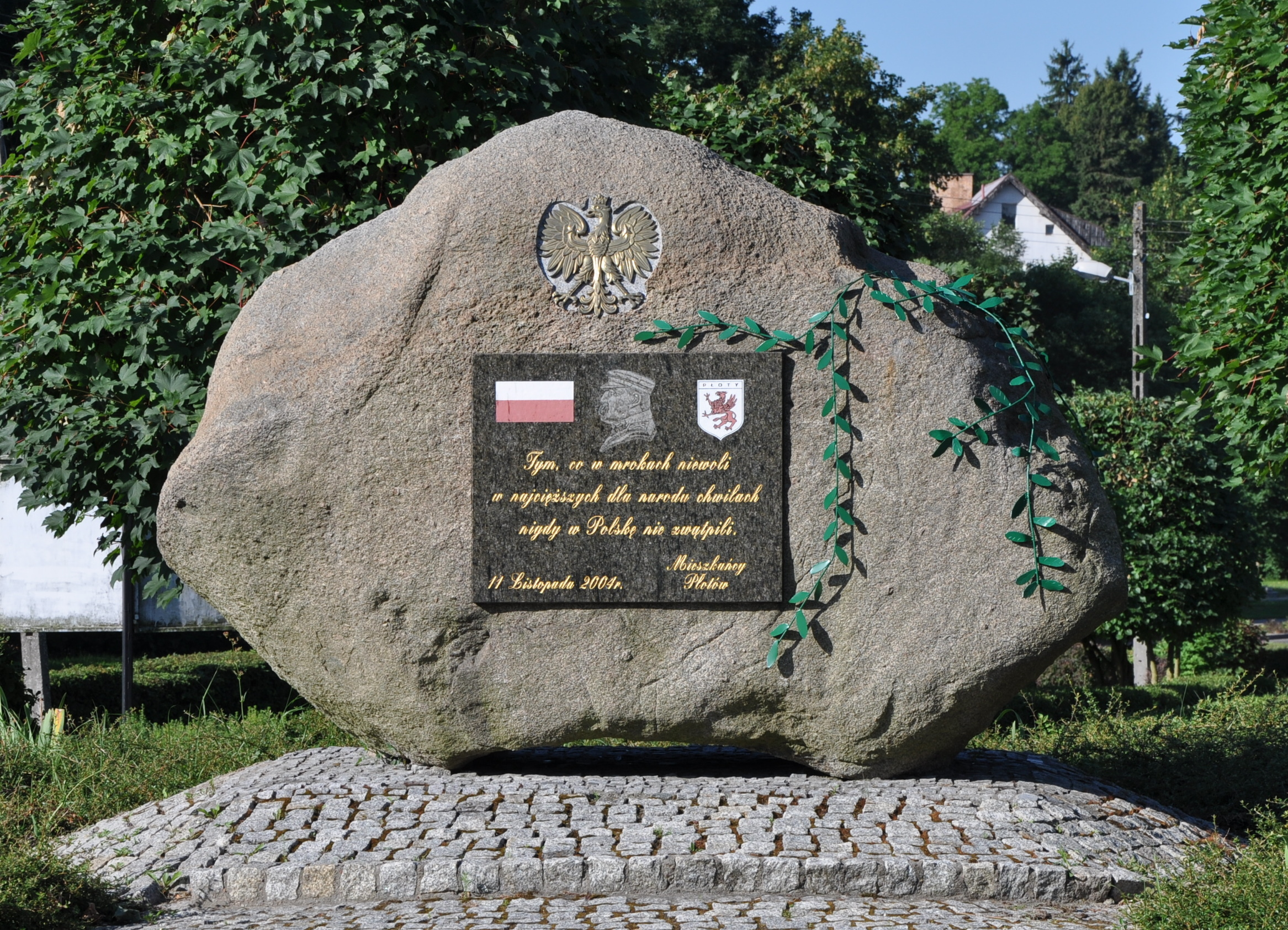
Głaz ku pamięci patriotów

Animatorem życia kulturalnego w mieście i gminie jest Miejsko-Gminny Ośrodek Kultury w Płotach. Jest on organizatorem wielu imprez kulturalnych, rozrywkowych i oświatowych w mieście i gminie. MGOK mieści się przy ul. Kościuszki 7. Innymi instytucjami, które upowszechniają kulturę w mieście są Miejska Biblioteka Publiczna mieszcząca się w Starym Zamku, a także sala widowiskowo-sportowa.

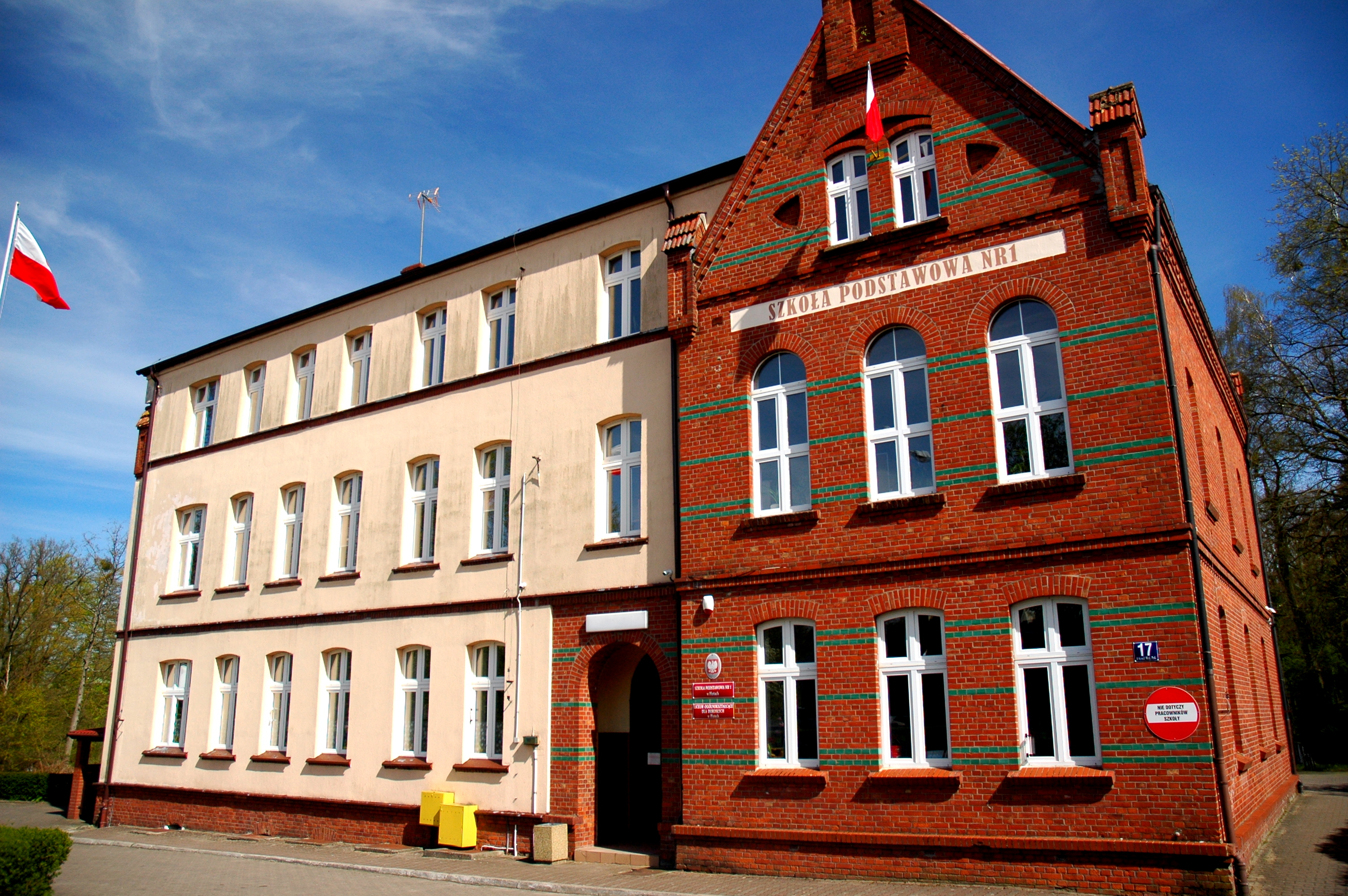
Szkoła Podstawowa nr 1

W mieście znajdują się: 1 przedszkole, 3 szkoły podstawowe oraz Zespół Szkół Ponadgimnazjalnych im. Wincentego Witosa.
Miejscowym zespołem piłki nożnej jest Miejsko-Gminny Ludowy Klub Sportowy „Polonia” Płoty, utworzony 10 listopada 1956 roku. Największym sukcesem klubu był awans do ligi okręgowej w 1976 roku. Zespół ma barwy klubowe czarno-białe i rozgrywa mecze na Stadionie Miejskim w Płotach o pojemności 1500 miejsc. W sezonie 2009/2010 „Polonia” Płoty grała w V lidze w grupie „Szczecin”.
W mieście działa Międzyszkolny Ludowy Uczniowski Klub Sportowy „Mokasyn” Płoty, którego zawodniczki i wychowanki z sukcesami startują w mistrzostwach Polski.
Lotnisko Makowice-Płoty było miejscem organizacji XXVII edycji Pol’and’Rock Festival w 2021 roku.

## Ludność

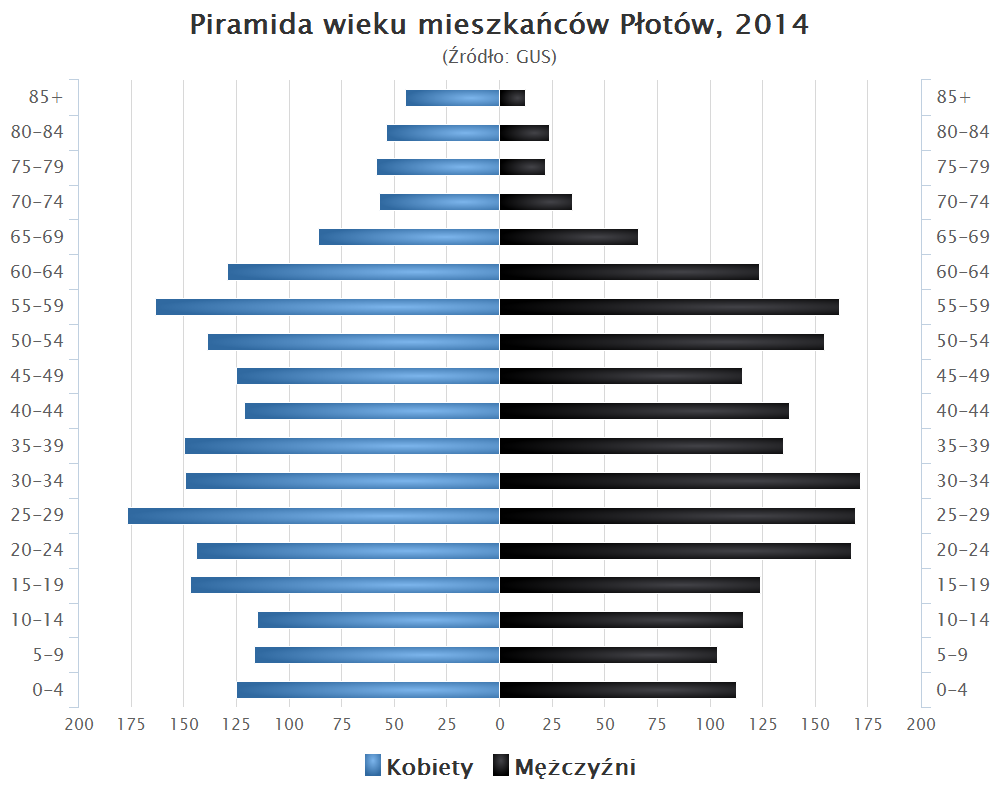
Piramida wieku mieszkańców Płotów w 2014 roku

| Dane historyczne | Dane historyczne | Dane historyczne |
| Rok              | Ludność          | Zm., %           |
| ---------------- | ---------------- | ---------------- |
| 1871             | 2091             | –                |
| 1880             | 2226             | 6,5%             |
| 1890             | 2262             | 1,6%             |
| 1900             | 2276             | 0,6%             |
| 1910             | 2849             | 25,2%            |
| 1925             | 3272             | 14,8%            |
| 1939             | 3646             | 11,4%            |
| 1950             | 1817             | −50,2%           |
| 1960             | 3088             | 70%              |
| 2010             | 4035             | 30,7%            |
| [ 18 ] [ 19 ]    |                  |                  |

## Gospodarka

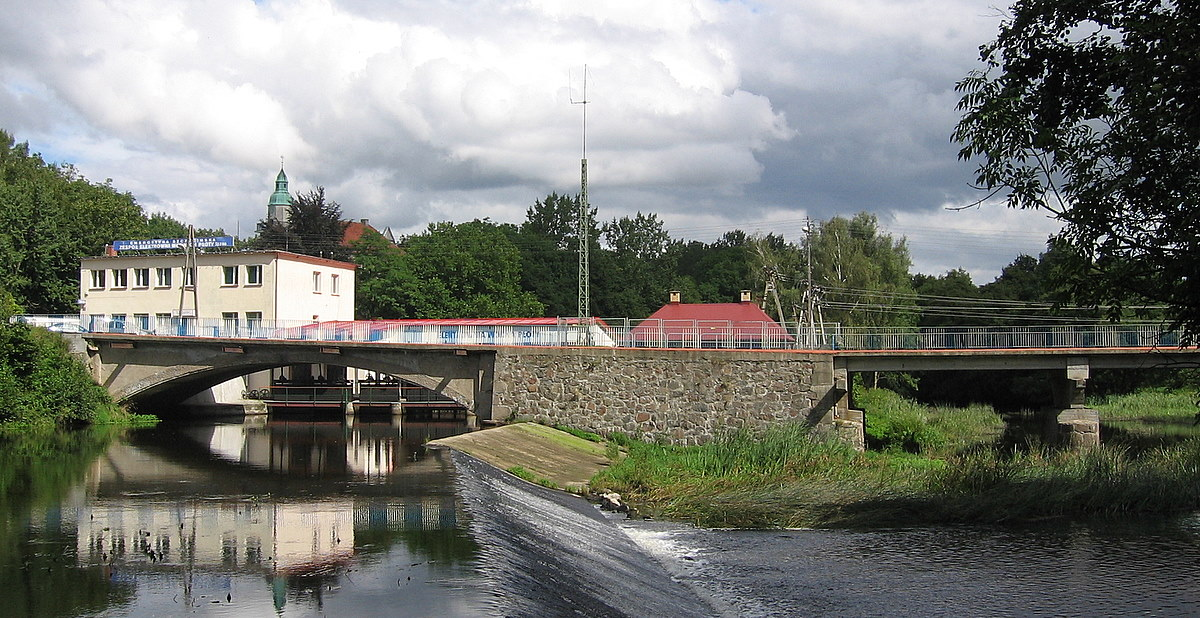
Most nad Regą przed elektrownią wodną

W mieście w 2006 roku działało 404 prywatnych podmiotów gospodarczych, z czego 344 stanowiły osoby fizyczne prowadzące działalność gospodarczą.
W lipcu 2010 roku w powiatowym urzędzie pracy zarejestrowanych było 301 bezrobotnych mieszkańców miasta.
Na rzece Redze w Płotach została zlokalizowana mała elektrownia wodna „Płoty”, która osiąga moc 130 kW i średnio w roku produkuje 800 MWh. Zamontowane są w niej dwie turbiny Francisa oraz jedna turbina Kaplana.
Na terenie Płotów istnieje kilkanaście większych przedsiębiorstw, jednak brak jest uciążliwego przemysłu, co wpływa korzystnie na rozwój turystyki i agroturystyki.
W Płotach mieści się zakład produkujący pojemniki i kontenery stalowe. W mieście zlokalizowany jest zakład produkcyjny jednego z największych eksporterów chodaków na Europę, a w pobliskim Sownie materiały budowlane.
Oprócz tego w mieście znajdują się: poczta, posterunek policji, ośrodek zdrowia, stacja benzynowa, piekarnia, masarnia, warsztaty, punkty napraw.

## Transport

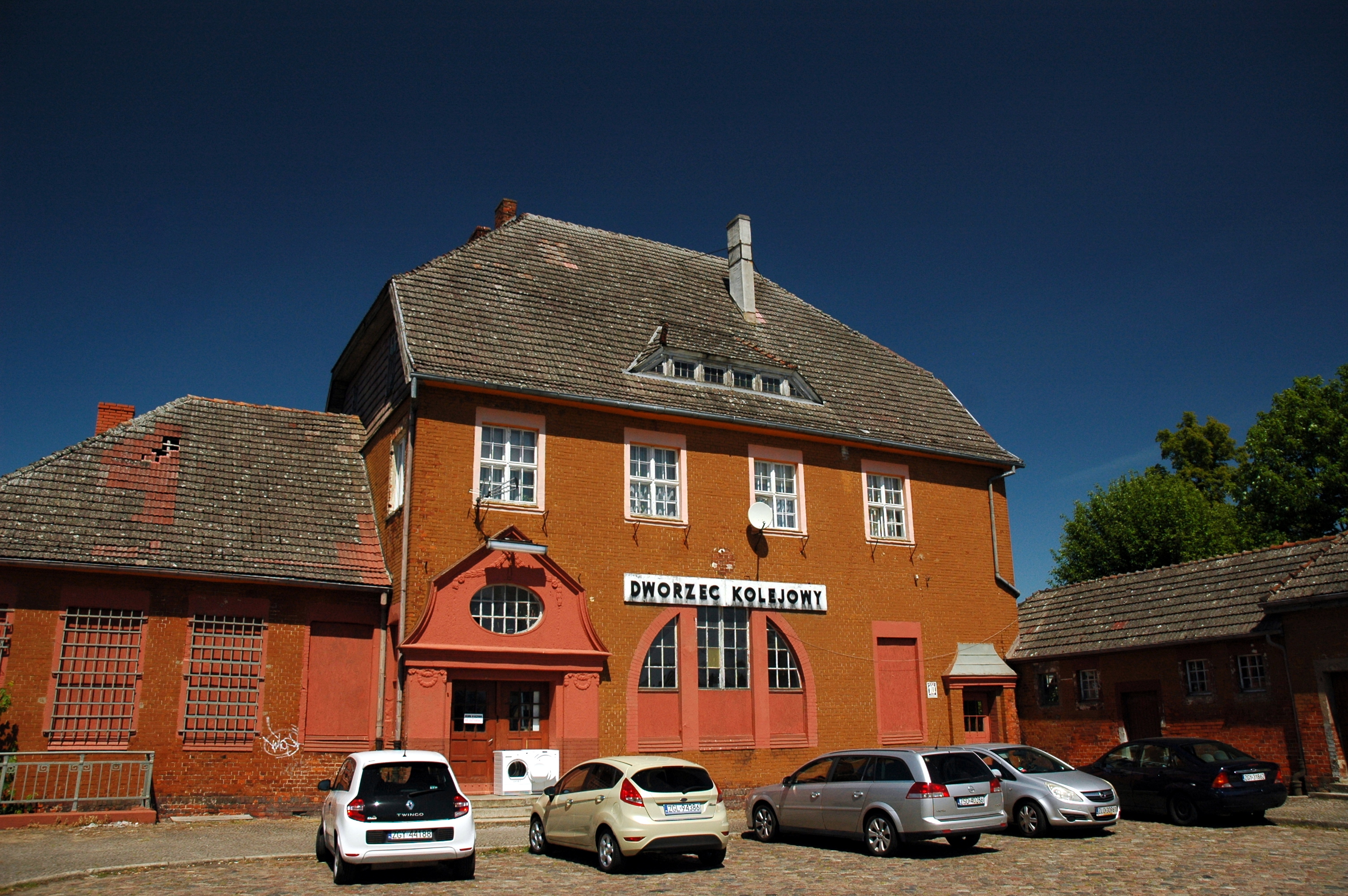
Stacja kolejowa Płoty

Płoty stanowią węzeł komunikacyjny, gdzie łączyły się droga krajowa, 3 drogi wojewódzkie oraz linia kolejowa. Układ komunikacyjny powodował, że miasto charakteryzowało znaczne natężenie ruchu kołowego w jego centrum. 30 września 2019 oddano do ruchu odcinek drogi ekspresowej S6 stanowiący zachodnią obwodnicę miasta, dzięki czemu wyprowadzono ruch tranzytowy poza jego obszar zamieszkania.  
Drogi krajowe:
- S6E28  (Szczecin – Płoty – Koszalin – Słupsk – Pruszcz Gdański)

Drogi wojewódzkie:
- 108 (Golczewo – Płoty)
- 109 (Mrzeżyno – Gryfice – Płoty)
- 152 (Płoty – Resko – Świdwin)

W mieście znajduje się stacja kolejowa. Przez miejscowość przechodzą linie autobusów PKS oraz busów na trasie Wybrzeże Rewalskie–Gryfice–Szczecin.

## Przyroda
Ok. 2,5 km na północny zachód od miasta, po północnej stronie drogi wojewódzkiej nr 108 do Golczewa, znajduje się rezerwat przyrody „Wrzosowisko Sowno” (florystyczny, pow. 39,27 ha). Ok. 1 km na północny wschód od miasta jest położony z kolei rezerwat przyrody „rzeka Rekowa” (wodny, 48,7 ha).

## Wspólnoty wyznaniowe
- Kościół greckokatolicki:
  - parafia Przemienienia Pańskiego, nabożeństwa prowadzone są w kościele rzymskokatolickim Przemienienia Pańskiego[26]
- Kościół rzymskokatolicki:
  - parafia Przemienienia Pańskiego[27]

## Administracja

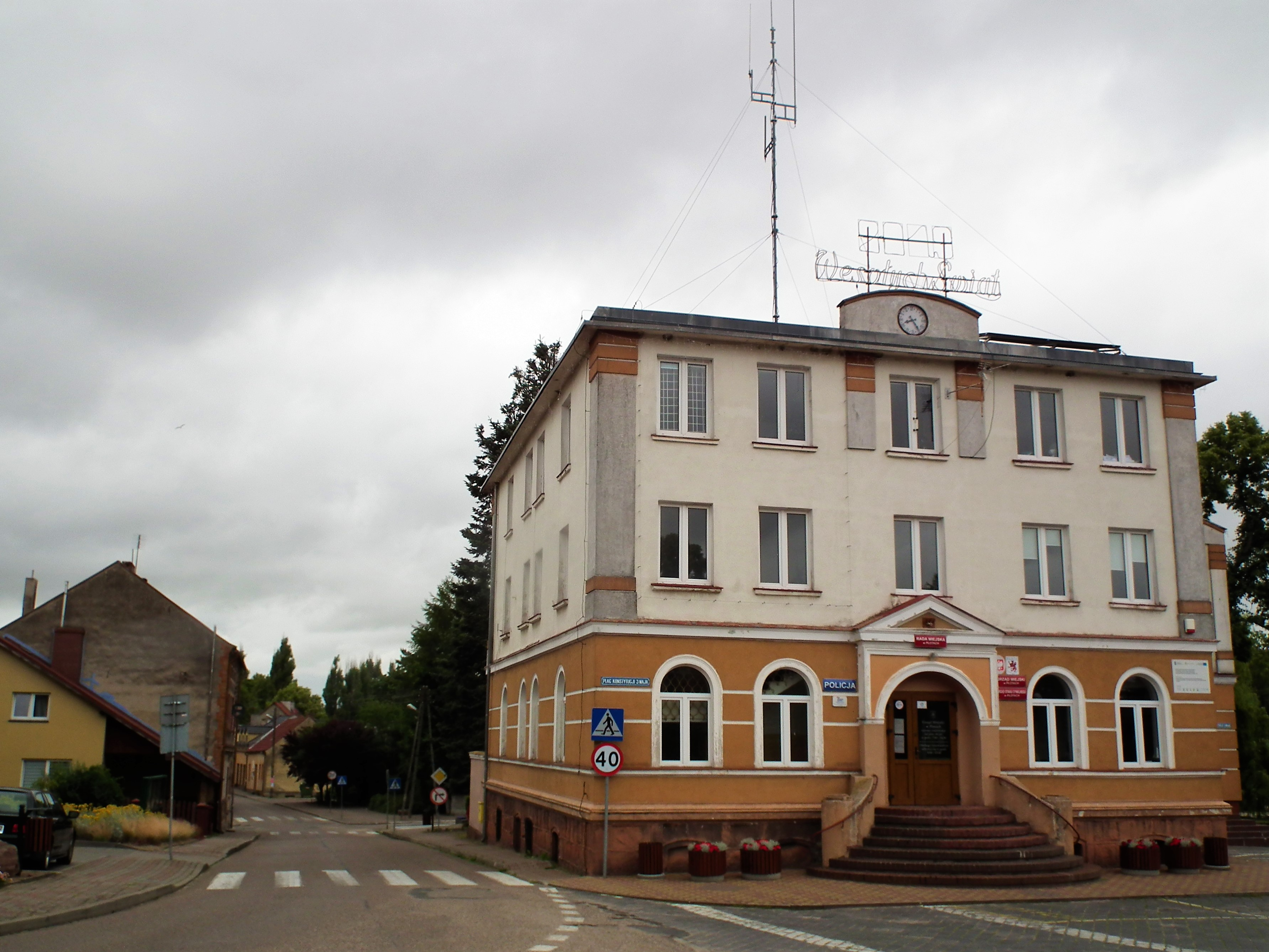
Urząd Miejski w Płotach

Miasto jest siedzibą gminy miejsko-wiejskiej. Mieszkańcy Płotów wybierają do swojej rady miejskiej 7 radnych (7 z 15). Pozostałych 8 radnych wybierają mieszkańcy terenów wiejskich gminy Płoty. Organem wykonawczym jest burmistrz. Siedzibą władz jest urząd miejski przy placu Konstytucji 3 Maja.
Burmistrzowie Płotów:
- Radosław Mackiewicz (2018–2024)
- Szymon Klimko (od 2024)

Mieszkańcy Płotów wybierają posłów na Sejm z okręgu wyborczego nr 41, senatora z okręgu wyborczego nr 98, a posłów do Parlamentu Europejskiego z okręgu wyborczego nr 13.

## Miasta partnerskie
- Niebüll[29]